# Луково-Сугар'є
61°12′ пн. ш. 48°56′ сх. д. / 61.20° пн. ш. 48.94° сх. д.
Луково-Сугар'є (хорв. Lukovo Šugarje) — населений пункт у Хорватії, у Лицько-Сенській жупанії у складі громади Карлобаг.

## Населення
Населення за даними перепису 2011 року становило 68 осіб.
Динаміка чисельності населення поселення:

## Клімат
Середня річна температура становить 1,15 °C, середня максимальна – 19,51 °C, а середня мінімальна – -19,38 °C. Середня річна кількість опадів – 596 мм.
| Клімат поселення                              | Клімат поселення | Клімат поселення | Клімат поселення | Клімат поселення | Клімат поселення | Клімат поселення | Клімат поселення | Клімат поселення | Клімат поселення | Клімат поселення | Клімат поселення | Клімат поселення | Клімат поселення |
| Показник                                      | Січ.             | Лют.             | Бер.             | Квіт.            | Трав.            | Черв.            | Лип.             | Серп.            | Вер.             | Жовт.            | Лист.            | Груд.            |                  |
| Середній максимум, °C                         | −8,6             | −6,59            | 0,71             | 7,24             | 13,49            | 19,51            | 18,68            | 15,55            | 10,14            | 3,21             | −4,34            | −8,97            |                  |
| Середня температура, °C                       | −14              | −12              | −4,7             | 1,86             | 8,10             | 14,12            | 16,36            | 13,22            | 7,81             | 0,88             | −6,7             | −11,3            |                  |
| Середній мінімум, °C                          | −19,38           | −17,38           | −10,07           | −3,52            | 2,70             | 8,74             | 14,04            | 10,89            | 5,49             | −1,45            | −9               | −13,62           |                  |
| Норма опадів, мм                              | 36               | 26               | 26               | 31               | 50               | 68               | 75               | 68               | 61               | 64               | 47               | 44               |                  |
| Середньомісячна швидкість вітру, м/с          | 3.10             | 3.00             | 3.00             | 3.10             | 3.00             | 2.70             | 2.40             | 2.40             | 2.70             | 3.10             | 3.10             | 3.10             |                  |
| Середньомісячна сонячна радіація, кДж/м²·день | 1168             | 3485             | 8066             | 13635            | 18632            | 20389            | 18343            | 12972            | 7253             | 3100             | 1137             | 630              |                  |
| --------------------------------------------- | ---------------- | ---------------- | ---------------- | ---------------- | ---------------- | ---------------- | ---------------- | ---------------- | ---------------- | ---------------- | ---------------- | ---------------- | ---------------- |
| Джерело:                                      |                  |                  |                  |                  |                  |                  |                  |                  |                  |                  |                  |                  |                  |